# George Alec Effinger
Œuvres principales
- Gravité à la manque
- Privé de désert

George Alec Effinger, né le 10 janvier 1947 à Cleveland dans l’État de l’Ohio et décédé le 27 avril 2002  à La Nouvelle-Orléans, est un auteur américain de science-fiction.

## Biographie
George Alec Effinger a participé aux ateliers Clarion de 1970, et trois de ses textes figurent dans la première Clarion Anthology. Sa première nouvelle publiée est The Eight-Thirty to Nine Slot dans le magazine Fantastic en 1971. Il utilise à cette époque plusieurs pseudonymes différents.
Son premier roman, What Entropy Means to Me (1972), fut sélectionné pour le prix Nebula. Son plus grand succès est assurément sa trilogie de Marîd Audran qui a pour décor le Moyen-Orient du XXIe siècle, où figure l’utilisation d’implants et modules cybernétiques qui permettent aux humains de modifier leur corps comme leur personnalité. Ces romans se déroulent en fait dans un quartier inspiré du French Quarter de La Nouvelle-Orléans et raconte des histoires de travestis, entre autres personnages, qu’Effinger a fréquenté dans les taudis de cette ville. 
Suivirent trois romans When Gravity Fails (1987), A Fire in the Sun (1989), et The Exile Kiss (1991). 
Du quatrième qui devait suivre, Word of Night, il n’écrivit que les deux premiers chapitres, publiés dans l’anthologie Budayeen Nights, (2003).
Sa nouvelle, Le Chat de Schrödinger (Schrödinger's Kitten) (1988), a été récompensée par les prix Hugo et Nebula. 
Un autre recueil intitulé George Alec Effinger Live! From Planet Earth a été publié en  2005 et comprend notamment ses nouvelles écrites sous le pseudonyme « O. Niemand ».
Il a également écrit une série d’histoires d’épouvante autour du personnage de Maureen (Muffy) Birnbaum.
Toute sa vie Effinger a souffert de problèmes de santé, d’où des frais  astronomiques qu’il ne pouvait payer. Il s’ensuivit que l’hôpital fit main basse sur ses droits d’auteur, droits qu’il finit par récupérer.
Effinger a été marié dans les années 1970-1980 à l’artiste Beverly K. Effinger, puis quelques années avant sa disparition à l’écrivain de SF Barbara Hambly.

## Œuvres

### Romans
- (en) What Entropy Means to Me, 1972
- (en) Relatives, 1973
- (en) Mixed Feelings, recueil de nouvelles, 1974
- (en) Nightmare Blue, 1975Écrit avec Gardner Dozois.
- (en) Felicia, 1976
- (en) Irrational Numbers, 1976, nouvelles
- (en) Dirty Tricks, 1978, nouvelles
- (en) Heroics, 1979
- (en) The Wolves of Memory, 1981
- (en) Idle Pleasures, 1983, nouvellesrecueil ayant pour thème les loisirs
- (en) The Nick of Time, 1985
- (en) The Bird of Time, 1986
- Gravité à la manque ((en) When Gravity Fails, 1987)
- Privé de désert ((en) A Fire in the Sun, 1989)
- Le Talion du Cheikh ((en) The Exile Kiss, 1991)
- (en) Those Gentle Voices, 1976
- (en) Death in Florence, 1978dans Utopia 3
- (en) Shadow Money, 1988
- (en) Author's Choice Monthly Issue 1: The Old Funny Stuff, 1989, nouvelles
- (en) The Red Tape War, 1990Écrit avec Mike Resnick et Jack L. Chalker.
- (en) The Zork Chronicles, 1990
- (en) Budayeen Nights, 2003, nouvelles
- (en) George Alec Effinger Live! From Planet Earth, 2005, nouvelles
- (en) Planet of the Apes- Man the Fugitive
- (en) Planet of the Apes-Journey Into Terror
- (en) Planet of the Apes-Lord of the Apes

### Nouvelles traduites en français
- (en) Look Away, 1990, novella
- Deux tristesses (1974)

## Sources
- Effinger on Science Fiction & Fantasy Writers of America site
- List of his publications on FantasticFiction.co.uk
- George Alec Effinger at the Internet Speculative Fiction Database